# Klevetind
Klevetind är en bergstopp i Antarktis. Den ligger i Östantarktis. Norge gör anspråk på området. Toppen på Klevetind är 2 910 meter över havet, eller 409 meter över den omgivande terrängen. Bredden vid basen är 2,2 km.
Terrängen runt Klevetind är varierad. Trakten är obefolkad. Det finns inga samhällen i närheten. 